# Neper
Neper – bezwymiarowa logarytmiczna jednostka miary wielkości ilorazowych, oznaczana symbolem Np, stosowana w elektrotechnice i akustyce, nazwana na cześć Johna Napiera (1550-1617), którego zlatynizowane nazwisko brzmiało „Neper”.
Stosunek dwu wielkości polowych {\displaystyle x_{1}} i {\displaystyle x_{2}} w neperach jest definiowany przez jego logarytm naturalny {\displaystyle (\ln ){:}}
{\displaystyle L\,[{\text{Np}}]=\ln \left({\frac {x_{1}}{x_{2}}}\right).}
Wynika z tego, że wartości jednego nepera odpowiada taki stosunek wielkości {\displaystyle L,} dla którego {\displaystyle x_{1}/x_{2}={\mbox{e}}} (liczba Eulera).
Stosunek dwóch energii jest proporcjonalny do kwadratu wielkości polowych, wyznaczając go otrzymuje się:
{\displaystyle L\,[{\text{Np}}]=\ln \left({\frac {x_{1}^{2}}{x_{2}^{2}}}\right)^{\textstyle {\frac {1}{2}}}={\frac {1}{2}}\ln {\frac {P_{1}}{P_{2}}}.}
Neper należy do jednostek miar układu SI stosowanych wyłącznie w określonych dziedzinach, prócz niego do wyznaczania ilorazu stosowana jest, oparta na logarytmie dziesiętnym, jednostka bel (B) lub decybel (dB). ITU (Międzynarodowy Związek Telekomunikacyjny) stosuje obie jednostki, które są związane następującą zależnością:
{\displaystyle 1\,{\text{Np}}={\frac {20}{\ln 10}}\,{\text{dB}}=8{,}685889638\,{\text{dB}}\approx 8{,}686\,{\text{dB}}.}
{\displaystyle 1\,{\text{dB}}={\frac {\ln {\frac {{\tilde {x}}_{1}}{{\tilde {x}}_{2}}}\,{\text{Np}}}{{\frac {20}{\ln 10}}\ln {\frac {{\tilde {x}}_{1}}{{\tilde {x}}_{2}}}}}={\frac {\ln 10}{20}}\,{\text{Np}}=0{,}115129254\,{\text{Np}}\approx {\frac {1}{8{,}686}}\,{\text{Np}}.}
Definicja nepera pozwala na stosowanie go również w dziedzinie liczb zespolonych, np. do przedstawienia zespolonego współczynnika tłumienia, gdzie część rzeczywista przedstawia tłumienie sygnału w neperach, a część urojona jego przesunięcie fazy w radianach:
{\displaystyle \ln {\frac {{\underline {u}}_{1}}{{\underline {u}}_{2}}}=\ln \left|{\frac {{\underline {u}}_{1}}{{\underline {u}}_{2}}}\right|\,{\text{Np}}+j\varphi \,{\text{rad}}.}
Ponieważ neper, podobnie jak radian, jest bezwymiarowy, toteż można w łatwy sposób dokonywać powyższych obliczeń. Nie mogą jednak być one tak łatwo wykonywane przy zastosowaniu jednostki bela, ze względu na przyjęcie dla niego, jako podstawy, logarytmu dziesiętnego.